# Beim Propheten

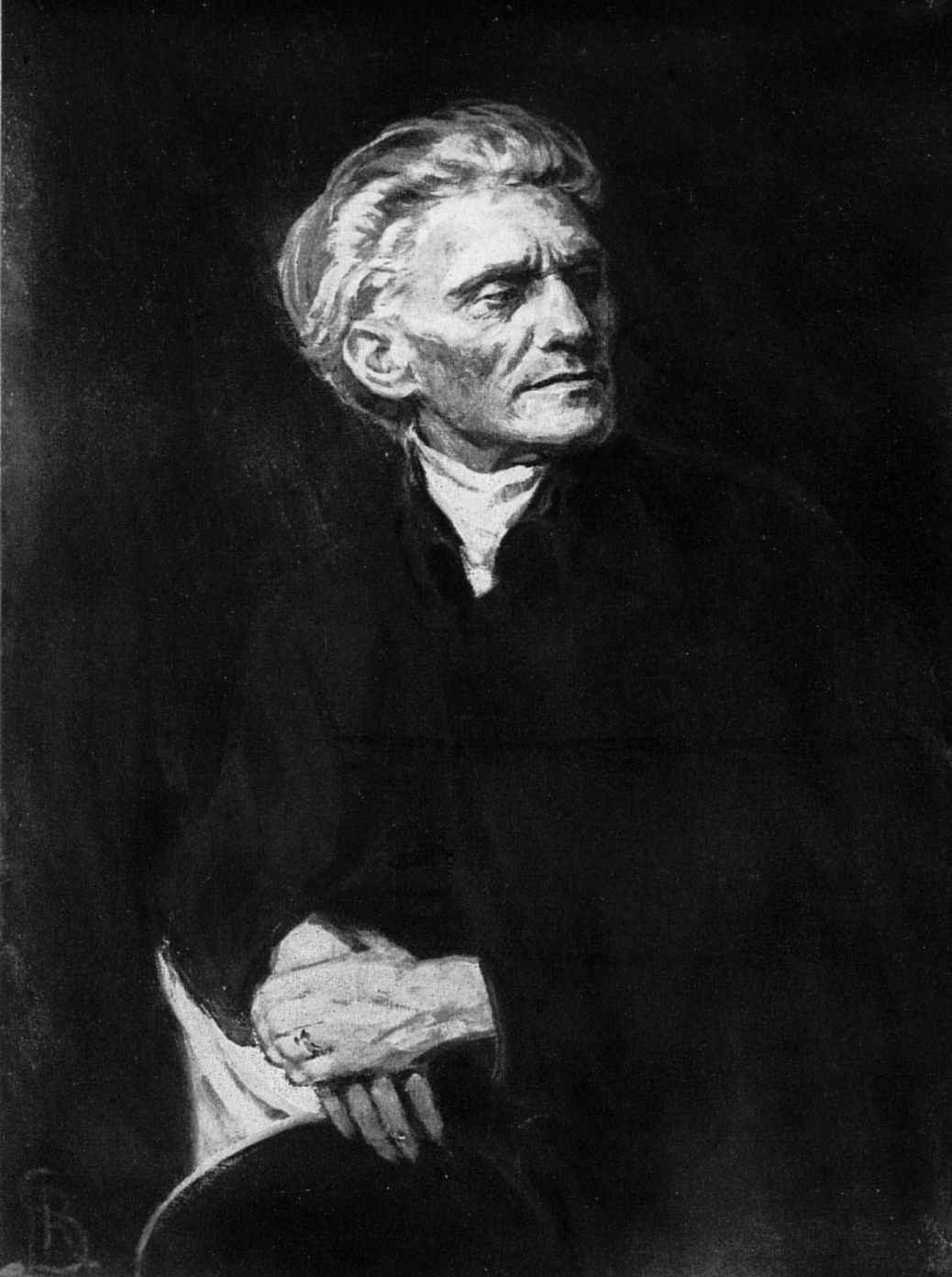
Stefan George (Porträt von Reinhold Lepsius), dessen ästhetizistisches Kunstverständnis Thomas Mann in seiner Erzählung kritisiert hat. Der dort von ihm beschriebene Prophet „mit gewaltig hoher, bleich zurückspringender Stirn und einem bartlosen, knochigen, raubvogelähnlichen Gesicht von konzentrierter Geistigkeit“ erinnert, wie auch dieses Gemälde zeigt, eindeutig an die Physiognomie Georges.

Beim Propheten (1904) ist eine kurze Erzählung von Thomas Mann. Das dort geschilderte Erlebnis geht auf eine Lesung des Lyrikers Ludwig Derleth zurück, zu der Thomas Mann in der Karfreitagswoche 1904 eingeladen war. Derleth, der dem George-Kreis angehörte, lebte im Bewusstsein einer prophetischen Sendung. Sein leidenschaftliches Bemühen zielte auf eine neue hierarchische Ordnung eines gereinigten katholischen Christentums, die er in seinen „Proklamationen“ mit revolutionärem Pathos verkündete.

## Inhalt
Der selbst ernannte Prophet Daniel taucht bezeichnenderweise in der Geschichte gar nicht selbst auf, sondern lässt seine Proklamationen, um die es an diesem Karfreitagabend gehen soll, in seiner kahlen Wohnung (im obersten Stockwerk eines gewöhnlichen Mietshauses der Vorstadt) von einem seiner Jünger vor ausgesuchten Gästen vorlesen.
Zu den gut ein Dutzend Geladenen gehören ein polnischer Maler mit seiner Freundin, ein jüdischer Lyriker mit seiner bleichen und korpulenten Gattin, ein „martialisch und kränklich“ zugleich aussehender Spiritist, ein junger Philosoph „mit dem Äußern eines Känguruhs“, ein Grafiker „mit greisenhaftem Kindergesicht“, eine hinkende „Erotikerin“, eine unverheiratet junge Mutter von adliger Herkunft, eine ältere Schriftstellerin, ein verwachsener Musiker, eine reiche Dame, die zu spät kommt, und der Novellist, der sich diesem illustren Kreis nicht ganz zugehörig fühlt und dies durch bescheidene Reserviertheit zu überspielen versucht.
Auch wenn Daniel selbst nicht anwesend sein kann, so ist er doch durch ein Porträtfoto, das wie eine Ikone auf einem „altarartigen Schrein“ steht, bildlich im Raum präsent. Es zeigt einen „etwa dreißigjährigen jungen Mann mit gewaltig hoher, bleich zurückspringender Stirn und einem bartlosen, knochigen, raubvogelähnlichen Gesicht von konzentrierter Geistigkeit“.
Seine Schwester Maria Josefa, die ihren Bruder wie einen Heiligen anzubeten scheint, empfängt die Ankömmlinge in der von flimmernden Kerzen feierlich beleuchteten Dachgeschosswohnung. Der Jünger, der die Proklamationen des Propheten vorgetragen soll und zu diesem Zweck an diesem Abend eigens aus der Schweiz angereist ist, trifft als letzter ein: ein untersetzter und stämmiger junger Mann, kurzhalsig und hässlich mit mürrischem, plumpem Gesicht und wulstigen Lippen. Was er mit „wilder und überlauter Stimme“ zweieinhalb Stunden lang vorträgt, sind „Predigten, Gleichnisse, Thesen, Gesetze, Visionen, Prophezeiungen und tagesbefehlartige Aufrufe, die in einem Stilgemisch aus Psalter- und Offenbarungston mit militärisch-strategischen sowie philosophisch-kritischen Fachausdrücken in bunter und unabsehbarer Reihe einander“ folgen.
Die Reaktionen der heuchlerisch ergriffenen Zuhörer reichen von „erloschen zur Decke empor“ gerichteten Augen über „in den Händen vergrabene“ Gesichter bis zu krummen Fingern, die „etwas Ungewisses“ in die Luft schreiben. Der Novellist allerdings, dessen Perspektive den Tenor der Erzählung entscheidend prägt, wird lediglich von zunehmenden Rückenschmerzen und Hungergefühlen geplagt und denkt hauptsächlich darüber nach, wie er demnächst der heimlich verehrten Sonja, der Tochter der reichen Dame, näherkommen könnte. Wie befreit tritt man nach Schluss der Veranstaltung stumm und unverzüglich wieder „auf die öde Vorstadtstraße“ hinaus.

## Zur Deutung
Domizil und Werk des Propheten werden fast durchweg mit latenter, nichtsdestoweniger beißender Ironie beschrieben und gnadenlos lächerlich gemacht. Die auf solche Weise von Thomas Mann angestrebte vernichtende Kritik am ästhetizistischen Kreis um den neuromantischen Lyriker Stefan George kommt am deutlichsten gleich zu Anfang dieser Erzählung zum Ausdruck. Da bereits der erste Absatz sämtliche Formen der Ironie und sämtliche Aspekte der Kritik (mal ganz offen, mal symbolisch verbrämt) zusammenfasst, sei er hier, stellvertretend für die eigentlich notwendige Analyse zahlreicher Einzelheiten, in voller Länge zitiert:
Seltsame Orte gibt es, seltsame Gehirne, seltsame Regionen des Geistes, hoch und ärmlich. An den Peripherien der Großstädte, dort, wo die Laternen spärlicher werden und die Gendarmen zu zweien gehen, muß man in den Häusern emporsteigen, bis es nicht weiter geht, bis in schräge Dachkammern, wo junge, bleiche Genies, Verbrecher des Traumes, mit verschränkten Armen vor sich hinbrüten, bis in billig und bedeutungsvoll geschmückte Ateliers, wo einsame, empörte und von innen verzehrte Künstler, hungrig und stolz, im Zigarettenqualm mit letzten und wüsten Idealen ringen. Hier ist das Ende, das Eis, die Reinheit und das Nichts. Hier gilt kein Vertrag, kein Zugeständnis, keine Nachsicht, kein Maß und kein Wert. Hier ist die Luft so dünn und keusch, daß die Miasmen des Lebens nicht mehr gedeihen. Hier herrscht der Trotz, die äußerste Konsequenz, das verzweifelt thronende Ich, die Freiheit, der Wahnsinn und der Tod …
Schonungslos bezichtigt Thomas Mann hier in überwältigender Syntax und Bildersprache den elitären Literatenkreis der Inhumanität und Anmaßung. Dessen Lebensfeindlichkeit, die seinem eigenen Kunstverständnis in jeder Hinsicht widerspricht, lässt der Autor später in den abschließenden Worten der Lesung gipfeln: „ich überliefere euch zur Plünderung – ‚’die Welt!’’“ Zum eigentlich ironischen Tiefschlag jedoch holt der Autor erst aus, als es um die Publikumswirkung auf all den himmelstürmenden pseudo-poetischen Bombast geht. Die nämlich fällt überraschend ernüchternd und durchaus irdisch, ja banal aus: „Der Novellist suchte seit längerer Zeit vergebens nach einer passenden Haltung für seinen schmerzenden Rücken. Um zehn Uhr kam ihm die Vision einer Schinkensemmel, aber er verscheuchte sie mannhaft.“ Als er endlich wieder von dem „unheimlichen Gemisch von Brutalität und Schwäche“, von den „irren Bildern“ und dem „Wirbel von Unlogik“ erlöst wird, will er nur noch auf dem kürzesten Weg nach Hause und „zu Abend essen wie ein Wolf!“

Titelblatt von Ludwig Derleths «Die Proklamationen»

## Ausgaben
- Thomas Mann: Das Wunderkind. Novellen (Schwere Stunde. Beim Propheten. Ein Glück. Wie Jappe und Do Escobar sich prügelten). S. Fischer Berlin um 1917. 31. – 39. Tausend. Titelblatt mit gedrucktem Zensurzeichen. Fischers Bibliothek zeitgenössischer Romane, Sechste Reihe, Bd. 6
- Thomas Mann: Ausgewählte Erzählungen. Bermann-Fischer, Stockholm 1948. 6.–12. Auflage, 860 Seiten. Dünndruck, Leinen (Stockholmer Gesamtausgabe). Inhalt: Der kleine Herr Friedemann / Enttäuschung / Tristan / Tobias Mindernickel / Tonio Kröger / Der Weg zum Friedhof / Herr und Hund / Der Kleiderschrank / Bekenntnisse des Hochstaplers Felix Krull / Der Tod in Venedig / Beim Propheten / Unordnung und frühes Leid / Schwere Stunde / Mario und der Zauberer / Das Wunderkind / Die vertauschten Köpfe / Das Gesetz.
- Thomas Mann: Sämtliche Erzählungen. S. Fischer Frankfurt 1963. Leinen. 763 Seiten, rotes Rückenschild mit Goldschrift. Vision, Gefallen, Der Wille zum Glück, Enttäuschung, Der Tod, Der kleine Herr Friedemann, Der Bajazzo, Tobias Mindernickel, Der Kleiderschrank, Gerächt, Luischen, Der Weg zum Friedhof, Gladius Dei, Tristan, Die Hungernden, Tonio Kröger, Das Wunderkind, Ein Glück, Beim Propheten, Schwere Stunde, Wälsungenblut, Anekdote, Das Eisenbahnunglück, Wie Jappe und Do Escobar sich prügelten, Der Tod in Venedig, Herr und Hund, Unordnung und frühes Leid, Mario und der Zauberer, Die vertauschten Köpfe, Das Gesetz, Die Betrogene, Der Knabe Henoch (Fragment).
- Thomas Mann: Sämtliche Erzählungen. Band 1. Fischer-Taschenbuch-Verlag, Frankfurt 1987, ISBN 3-10-348115-2, S. 355–363